# Ingarikó
Gli Ingarikó (nella loro lingua, A'murugok: popolo delle sorgenti) sono un gruppo etnico del Brasile, della Guyana e del Venezuela che ha una popolazione stimata in circa 4.000 individui (1990).

## Insediamenti
Vivono nello stato brasiliano di Roraima, in Guyana e in Venezuela, nella zona del monte Roraima, un punto in cui i tre paesi confinano. La loro terra fa parte del territorio indigeno Raposa Serra do Sol, in cui vivono con i Patamona e gli Akawaio, sottogruppi del più ampio gruppo definito Kapon

## Storia
Nel 1998 reclamano alla corte suprema della Guyana il loro diritto di coltivare la terra, usurpato a loro dire dai numerosi cercatori d'oro.
Nel 2013 Survival International rende noto che il governo della Guyana vorrebbe costruire una diga per una centrale idroelettrica sul fiume Mazaruni inondando la valle dove vivono e senza il consenso degli indigeni stessi.